# Тумаев, Алиумар Тумаевич
Алиумар Тумаевич Тумаев (10 октября 1998, Кизилюрт, Дагестан, Россия) — российский и азербайджанский дзюдоист, призёр чемпионатов Азербайджана по дзюдо.

## Спортивная карьера
Является воспитанником кизилюртовской СДЮШОР, тренировался у Джабраила Магомедова. В начале декабря 2013 года в Кизилюрте одержал победу на Первенстве Дагестана среди юношей 1997-1999 г.р.. В начале декабря 2014 года в дагестанском Буглене на открытом республиканском турнире памяти Али-Клыча Хасаева был удостоен индивидуального приза «За лучшую технику». В середине февраля 2015 года в Казани, одолев 4 соперников дошёл до финала Первенства России среди юношей до 18 лет, в котором уступил Адаму-Хаджи Муталиеву из Ингушетии, став серебряным призёром. В начале апреля 2015 года в Твери завоевал бронзовую медаль Кубка Европы среди спортсменов 1998-2000 г.р.. В середине февраля 2017 года в Грозном стал бронзовым призёром первенства СКФО среди юниоров. В конце февраля 2017 года в Москве одержал победу на студенческом чемпионате России. В середине сентября 2017 года принимал участие на взрослом чемпионате России в Нальчике. С 2018 года представляет Азербайджан. В ноябре 2018 года в Баку стал бронзовым призёром чемпионата Азербайджана. В начале марта 2019 года принимал участие на Открытом Кубке Европы в Варшаве. В конце марта 2019 года принимал участие на Гран-при Тбилиси. В середине мая 2019 года в Баку участвовал на турнире «Большого шлема». В начале июля 2019 года на Универсиаде в Неаполе в составе сборной Азербайджана завоевал бронзовую медаль в командном турнире. В середине июля 2019 года неудачно выступил сначала на Гран-при Будапешта, а через неделю в Загребе. В сентября 2019 года принимал участие на Гран-при Ташкента. В начале ноября 2019 года в Ижевске участвовал на Первенстве Европы среди спортсменов до 23-х лет, где уступил Роману Донцову из России. 24 декабря 2019 года в Баку во второй раз подряд завоевал бронзовую медаль чемпионата Азербайджана.

## Спортивные результаты
- Чемпионат Азербайджана по дзюдо 2018 — ;
- Чемпионат Азербайджана по дзюдо 2019 — ;
- Летняя Универсиада 2019 (команда) — ;